# Henry Ljungmann
Henry Ljungmann   (Christiania, 3 de desembre de 1897 - valor desconegut, valor desconegut) fou un saltador amb esquís noruec que va competir durant la dècada de 1920. En el seu palmarès destaca una medalla de plata en la prova de salt d'esquí del Campionat del món d'esquí nòrdic de 1925.